# 李炫一
李炫一（：／ Lee Hyun Il，1980年4月17日—），大韩民国羽毛球男运动员，主攻單打，被球迷譽為世界羽坛「步法最完美的男人」，男子單打世界排名曾於2004年2月達到第一位。2012年倫敦奧運結束後在世界羽聯註冊退役，後以自由人身分復出，直到2019年11月22日與前國家隊隊友曹建雨一起正式退役，並前往紐西蘭定居擔任教練。

## 簡歷

### 2002年-2007年 公开赛夺冠 首战雅典奥运
2002年同月，李炫一出战日本羽毛球公開賽，赢得男子单打冠军。
2004年8月，李炫一代表韩国参加希臘雅典举办的夏季奧林匹克運動會羽毛球比賽，他以赛会5号种子身份出戰男子单打项目；在第一圈以2比0（15-3、15-2）击败了澳大利亚的Stuart Brehaut；在第二圈以0比2（13-15、11-15）不敌泰国的文萨·波萨那出局，止步于16强。
2005年9月，李炫一参加印度海得拉巴举办的亞洲羽毛球錦標賽，赢得亚锦赛男子单打季军。同年11月，他出战中華台北羽球公開賽，在男单决赛以2比0（15-13、15-6）击败了队友的孫升模，赢得冠军。
2006年1月，李炫一出战全英羽毛球公開賽，在男单决赛以0比2（7-15、7-15）不敌中国的林丹，赢得亚军。同年8月，他出战韓國羽毛球公開賽，在男单準决赛以0比2（19-21、7-21）不敌中国的鲍春来。
2007年9月，李炫一出战中華台北羽毛球黃金大獎賽，在男单準決賽以1比2（13-21、21-17、15-21）不敌赛会5号种子、印尼名将的陶菲克。

### 2008年-2011年 大獎賽、黃金大獎賽及超级赛夺冠 北京奥运第四
2008年1月，李炫一出战馬來西亞羽毛球超級賽，在男单决赛以1比2（15-21、21-11、17-21）不敌赛会头号种子、马来西亚一哥的李宗伟，赢得亚军。同期1月，他出战韓國羽毛球超級賽，在男单决赛以2比1（4-21、23-21、25-23）击败了赛会头号种子、中国的林丹，赢得羽球生涯首座超級賽男单冠军。同年2月，他出战德國羽毛球大獎賽，在男单决赛以2比0（22-20、21-5）击败了赛会13号种子、日本名将的佐佐木翔，夺得其首个国际大獎賽男单冠军。同年8月，他代表韩国参加中國北京举办的夏季奧林匹克運動會羽毛球比賽，他出戰男子单打项目，故在首圈轮空；在第二圈鏖战三局以2比1（15-21、21-14、21-19）击败了丹麦的肯尼斯·喬納森；在第三圈，表现出色以2比0（21-13、21-11）轻取德国的马克·茨维布勒；八强中，直落两局以2比0（23-21,、21-11）淘汰了中国的鲍春来；四强中，激戰三局以1比2（18-21、21-13、13-21）敗於马来西亚名將李宗偉；在季軍戰以1比2（16-21、21-12、14-21）不敌中国的陳金，结束了第二次的奥运之旅。
2010年7月，李炫一出战澳門羽毛球黃金大獎賽，在男单决赛因自己退赛，赢得亚军。同年11月，他代表韓國出戰廣州亞運會，參加羽毛球比賽的男子團體項目，奪得銀牌。
2011年3月，李炫一出战瑞士羽毛球黃金大獎賽，在男单决赛以1比2（21-17、9-21、17-21）不敌赛会4号种子、队友的朴成奐，赢得亚军。同年6月，他出战泰國羽毛球黃金大獎賽，在男单决赛以0比2（8-21、19-21）不敌赛会头号种子、中国的谌龙，赢得亚军。同年11月，他出战澳門羽毛球黃金大獎賽，在男单决赛以2比1（17-21、21-11、21-18）击败了赛会4号种子、中国的杜鹏宇，夺得其首个国际黃金大獎賽男单冠军。同年12月，他出战韓國羽毛球黃金大獎賽，在男单决赛以2比0（21-18、21-16）击败了赛会6号种子、晚辈的孫完虎，赢得黃金大獎賽男单冠军。

### 2012年-2013年 伦敦奥运第四 再度复出
2012年3月，李炫一出战全英羽毛球首要超級賽，在男单準决赛以0比2（19-21、18-21）不敌赛会头号种子、马来西亚一哥的李宗伟。同年5月，他入选湯姆斯盃的男单主力，助韩国队赢得男子團體亚军。同年7月，他代表韓國参加英國倫敦舉行的奥林匹克运动会，他以赛会7号种子身份出戰男子单打项目，在小組賽階段以2比0（21-12、21-7）擊敗秘魯的罗德里戈·帕切科·卡里略；在16強中，以2比0（21-17、21-13）擊敗丹麦的简·奥·约根森；在八強中，直落两局以2比0（21-15、21-16）击退了中国擊敗陈金；半決賽中，奋战两局以0比2（12-21、10-21）不敌卫冕者中国的林丹；在第二次的奧運會銅牌戰，他再次對上中国的諶龍，经历三局以1比2（12-21、21-15、15-21）不敌对手，連續二屆奧運飲恨銅牌戰，同時也是李炫一職業生涯中最佳奧運戰績。之后，羽坛传了一则消息证实说到“前韩国名将李炫一在本年9月10日已经向羽毛球世界聯會註冊退役，直到2013年11月6日註冊復出。”
重新回到羽坛的他延续了至今，在11月年低首次亮相在韓國羽毛球黃金大獎賽，在男单决赛以2比0（21-18、21-12）击败了队友的洪智勳，亦是复出的首个国际黃金大獎賽冠军。同年12月，他出战哥本哈根羽毛球大師賽，在男单决赛以0比2（13-21、16-21）不敌丹麦新秀的維克托·阿薩爾森，赢得亚军。

### 2014年：仁川亚运揽金
2014年6月，李炫一出战斯里蘭卡羽毛球國際賽，在男单决赛以2比1（17-21、21-10、21-15）击败了赛会2号种子、印度的阿南·帕瓦尔，夺得国际赛男单冠军。同期6月，他出战加拿大羽毛球大獎賽，在男单决赛以2比0（21-16、21-14）击败了赛会15号种子、中国香港新秀的伍家朗，赢得大獎賽男单冠军。同年8月，他出战印尼羽毛球國際挑戰賽，在男单决赛以3比2（11-10、9-11、5-11、11-8、11-3）力克东道主的乔纳坦·克里斯蒂，赢得国际赛男单冠军。同年9月，他力助韩国队赢得男子團體亚军。同年7月，他代表韓國，助韩国队赢得亚洲最高级别赛事男子團體金牌。同年11月，他出战韓國羽毛球大獎賽，在男单决赛以0比2（18-21、22-24）不敌赛会头号种子、队友的李東根，赢得亚军。同期11月，他出战馬來西亞羽毛球國際挑戰賽，在男单决赛以2比1（17-21、21-16、21-11）击败了赛会2号种子、东道主的陳俊翔，赢得国际赛男单冠军。

### 2015年：大獎賽及黃金大獎賽加冕
2015年1月，李炫一出战泰國羽毛球國際挑戰賽，在男单决赛以2比0（21-13、21-10）击败了赛会2号种子、东道主的苏庞余·阿韦辛桑农，赢得国际赛男单冠军。同期1月，他出战馬來西亞羽毛球大師賽，在男单决赛以2比1（19-21、21-13、21-15）击败了晚辈的全奕陳，赢得黃金大獎賽男单冠军。同年4月，他出战紐西蘭羽毛球黃金大獎賽，在男单决赛以2比0（21-12、21-14）击败了中国的乔斌，赢得黃金大獎賽男单冠军。同年8月，他出战越南羽毛球大獎賽，在男单决赛以0比2（19-21、19-21）不敌赛会头号种子、印尼名将的汤米·苏吉亚托，赢得亚军。同年9月，他出战泰國羽毛球黃金大獎賽，在男单决赛以2比1（21-17、22-24、21-8）力克印尼新秀的伊赫桑·毛拉纳·穆斯托法，赢得黃金大獎賽男单冠军。同年11月，他出战韓國羽毛球大師賽，在男单决赛以1比2（21-17、14-21、14-21）不敌赛会4号种子、晚辈的李東根，赢得亚军。同年12月，他出战美國羽毛球大獎賽，在男单决赛以2比0（21-19、21-12）击败了赛会2号种子、英格兰一哥的拉吉夫·欧斯夫，赢得亚军。

### 2016年：法羽赛夺银
2016年2月，李炫一出战泰國羽毛球大師賽，在男单决赛以2比0（21-18、21-19）击败了赛会3号种子、中国香港名将的胡贇，赢得黃金大獎賽男单冠军。同年6月，他出战加拿大羽毛球大獎賽，在男单决赛以0比2（12-21、10-21）不敌赛会4号种子、印度名将的塞·帕拉内斯·巴米迪帕提，赢得亚军。同年7月，他出戰美國羽毛球公開賽，在男單決賽以2比0（24-22、21-8）擊敗日本的常山幹太，贏得黃金大獎賽男单冠軍。同年9月，他出战韓國羽毛球超級賽，在男单準决赛以1比2（13-21、21-14、10-21）不敌赛会6号种子、队友的孫完虎。同年10月，他出战丹麥羽毛球首要超級賽，在男单準决赛以0比2（14-21、16-21）不敌赛会6号种子、队友的孫完虎。同期10月，他出战法國羽毛球超級賽先後擊敗維克托·阿薩爾森、周天成、伍家朗三位世界排名前十的選手，並以36歲高齡打進超級賽決賽，有機會刷新超級賽單打冠軍最年長紀錄（36岁6个月又15天），但最終以0比2（16-21、19-21）敗於中國的石宇奇獲得亞軍。該賽事結束之後，李炫一在該年11月初重返男子單打世界排名前十名（第9位）。

### 2017年：丹麦赛夺银
2017年1月，李炫一出战馬來西亞羽毛球大師賽，在男单决赛因途中退赛，赢得亚军。同年6月，他出战澳洲羽毛球超級賽，在男单準决赛以1比2（24-26、21-15、17-21）不敌中国的谌龙。同年7月，他出战加拿大羽毛球大獎賽，在男单準决赛以1比2（21-17、8-21、12-21）不敌赛会6号种子、日本新秀的常山幹太。同年10月，他出战丹麥羽毛球首要超級賽，在男单决赛以0比2（10-21、5-21）不敌赛会8号种子、印度名将的斯里坎特·基达姆比，赢得亚军。同年11月，他出战澳門羽毛球黃金大獎賽，在男单準决赛以0比2（8-21、10-21）不敌世界冠军的桃田賢斗。

## 主要比賽成績
只列出曾進入準決賽的國際賽事成績：
| 年份   | 賽事                     | 公開賽級別 | 項目     | 成績   |
| ------ | ------------------------ | ---------- | -------- | ------ |
| 1997年 | 韩国羽毛球國際赛         |            | 男子双打 | 亞軍   |
| 1997年 | 韩国羽毛球國際赛         | 混合双打   | 半决赛   |        |
| 2002年 | 日本羽毛球公開賽         |            | 男子單打 | 冠軍   |
| 2003年 | 荷蘭羽毛球公開賽         |            | 男子單打 | 冠軍   |
| 2005年 | 亞洲羽毛球錦標賽         | 其他       | 男子單打 | 季軍   |
| 2005年 | 中華台北羽球公開賽       |            | 男子單打 | 冠軍   |
| 2006年 | 全英羽毛球公開賽         |            | 男子單打 | 亞軍   |
| 2006年 | 韓國羽毛球公開賽         |            | 男子單打 | 準決賽 |
| 2007年 | 中華台北羽毛球黃金大獎賽 | 黃金大獎賽 | 男子單打 | 準決賽 |
| 2008年 | 馬來西亞羽毛球超級賽     | 超級賽     | 男子單打 | 亞軍   |
| 2008年 | 韓國羽毛球超級賽         | 超級賽     | 男子單打 | 冠軍   |
| 2008年 | 德國羽毛球大獎賽         | 大獎賽     | 男子單打 | 冠軍   |
| 2008年 | 奧林匹克運動會羽毛球比賽 | 其他       | 男子單打 | 第四名 |
| 2010年 | 澳門羽毛球黃金大獎賽     | 黃金大獎賽 | 男子單打 | 亞軍   |
| 2010年 | 亞洲運動會羽毛球比賽     | 其他       | 男子團體 | 亞軍   |
| 2011年 | 瑞士羽毛球黃金大獎賽     | 黃金大獎賽 | 男子單打 | 亞軍   |
| 2011年 | 泰國羽毛球黃金大獎賽     | 黃金大獎賽 | 男子單打 | 亞軍   |
| 2011年 | 澳門羽毛球黃金大獎賽     | 黃金大獎賽 | 男子單打 | 冠軍   |
| 2011年 | 韓國羽毛球黃金大獎賽     | 黃金大獎賽 | 男子單打 | 冠軍   |
| 2012年 | 全英羽毛球首要超級賽     | 首要超級賽 | 男子單打 | 準決賽 |
| 2012年 | 湯姆斯盃                 | 其他       | 男子團體 | 亞軍   |
| 2012年 | 奧林匹克運動會羽毛球比賽 | 其他       | 男子單打 | 第四名 |
| 2013年 | 韓國羽毛球黃金大獎賽     | 黃金大獎賽 | 男子單打 | 冠軍   |
| 2013年 | 哥本哈根羽毛球大師賽     | 其他       | 男子單打 | 亞軍   |
| 2014年 | 斯里蘭卡羽毛球國際賽     | 國際挑戰賽 | 男子單打 | 冠軍   |
| 2014年 | 加拿大羽毛球大獎賽       | 大獎賽     | 男子單打 | 冠軍   |
| 2014年 | 印尼羽毛球國際挑戰賽     | 國際挑戰賽 | 男子單打 | 冠軍   |
| 2014年 | 亞洲運動會羽毛球比賽     | 其他       | 男子團體 | 金牌   |
| 2014年 | 韓國羽毛球大獎賽         | 大獎賽     | 男子單打 | 亞軍   |
| 2014年 | 馬來西亞羽毛球國際挑戰賽 | 國際挑戰賽 | 男子單打 | 冠軍   |
| 2015年 | 泰國羽毛球國際挑戰賽     | 國際挑戰賽 | 男子單打 | 冠軍   |
| 2015年 | 馬來西亞羽毛球大師賽     | 黃金大獎賽 | 男子單打 | 冠軍   |
| 2015年 | 紐西蘭羽毛球黃金大獎賽   | 黃金大獎賽 | 男子單打 | 冠軍   |
| 2015年 | 越南羽毛球大獎賽         | 大獎賽     | 男子單打 | 亞軍   |
| 2015年 | 泰國羽毛球黃金大獎賽     | 黃金大獎賽 | 男子單打 | 冠軍   |
| 2015年 | 韓國羽毛球大師賽         | 大獎賽     | 男子單打 | 亞軍   |
| 2015年 | 美國羽毛球大獎賽         | 大獎賽     | 男子單打 | 冠軍   |
| 2016年 | 泰國羽毛球大師賽         | 黃金大獎賽 | 男子單打 | 冠軍   |
| 2016年 | 加拿大羽毛球大獎賽       | 大獎賽     | 男子單打 | 亞軍   |
| 2016年 | 美國羽毛球黃金大獎賽     | 黃金大獎賽 | 男子單打 | 冠軍   |
| 2016年 | 韓國羽毛球超級賽         | 超級賽     | 男子單打 | 準決賽 |
| 2016年 | 丹麥羽毛球首要超級賽     | 首要超級賽 | 男子單打 | 準決賽 |
| 2016年 | 法國羽毛球超級賽         | 超級賽     | 男子單打 | 亞軍   |
| 2017年 | 馬來西亞羽毛球大師賽     | 黃金大獎賽 | 男子單打 | 亞軍   |
| 2017年 | 澳洲羽毛球超級賽         | 超級賽     | 男子單打 | 準決賽 |
| 2017年 | 加拿大羽毛球大獎賽       | 大獎賽     | 男子單打 | 準決賽 |
| 2017年 | 丹麥羽毛球首要超級賽     | 首要超級賽 | 男子單打 | 亞軍   |
| 2017年 | 澳門羽毛球黃金大獎賽     | 黃金大獎賽 | 男子單打 | 準決賽 |
| 2018年 | 澳門羽毛球公開賽         | 超級300賽  | 男子單打 | 冠軍   |
| 2019年 | 南澳洲羽毛球國際賽       | 國際挑戰賽 | 男子單打 | 亞軍   |

| 2007-2017年 | 首要超級賽 | 超級賽 | 黃金大獎賽 | 大獎賽 | 國際挑戰賽 | 國際系列賽 | 未來系列賽 | 其他 |

| 2018-2026年 | 總決賽 | 超級1000賽 | 超級750賽 | 超級500賽 | 超級300賽 | 超級100賽 | 國際挑戰賽 | 國際系列賽 | 未來系列賽 | 其他 |

### 奧運會和世錦賽參賽紀錄
|          | 2003 | 2004 | 2005 | 2006 | 2007 | 2008   | 2009 | 2010 | 2011 | 2012   |
| -------- | ---- | ---- | ---- | ---- | ---- | ------ | ---- | ---- | ---- | ------ |
| 男子單打 | 16強 | 16強 | 8強  | 季軍 | 16強 | 第四名 | －   | －   | 16強 | 第四名 |